# Ignitron
L'ignitron è un raddrizzatore controllato sviluppato negli anni trenta a partire dal tubo raddrizzatore al mercurio Cooper-Hewitt. Il nome ignitron è un marchio registrato dalla General Electric, primo costruttore del dispositivo.

1.Anodo 2.Catodo 3.Elettrodo per il riscaldamento del mercurio (ignitor) 4.Pozza di mercurio (catodo) 5.Isolatori ceramici 6.Fluido refrigerante

È costituito da un contenitore metallico contenente sul fondo una pozza di mercurio, in equilibrio con il proprio vapore, che costituisce il catodo. Un blocco di grafite sospeso sopra il mercurio da un supporto isolante costituisce l'anodo. Infine, è presente sul fondo un elettrodo che pesca nella pozza di mercurio. Un impulso di corrente, applicato all'elettrodo, provoca il riscaldamento del mercurio con conseguente aumento della quantità di vapore e innesco di una scarica elettrica attraverso il vapore di mercurio tra anodo e catodo.
L'ignitron è usato nei raddrizzatori industriali da migliaia di ampere, come negli impianti di raffinazione elettrochimica dell'alluminio. È impiegato anche in alcune locomotive elettriche laddove l'alimentazione sulla linea avviene in corrente alternata.
In alternativa all'ignitron era impiegato in passato il convertitore rotante e oggi il tiristore al silicio.
L'ignitron però è più resistente alle sovracorrenti ed alle tensioni inverse, e per questo è ancora usato in diverse applicazioni.